# Peter Prendergast
Peter Prendergast (23 september 1963) is een Jamaicaanse voetbalscheidsrechter actief op mondiaal niveau. Prendergast werd door de FIFA gekozen als een van de 23 scheidsrechters voor het wereldkampioenschap voetbal 2006 in Duitsland, maar moest het toernooi door een knieblessure aan zich voorbij laten gaan.
Prendergast fluit sinds 2001 op internationaal niveau in dienst van de FIFA, en de CONCACAF. Hij floot onder andere wedstrijden in de Confederations Cup, de Gold Cup, het wereldkampioenschap voetbal 2002 en in WK-kwalificatiewedstrijden. Op het WK voetbal 2002 floot hij de wedstrijd België-Brazilië. Kort voor de rust keurde hij een doelpunt van Marc Wilmots af. Deze beslissing bleek volgens televisiebeelden onterecht, en wordt tot op heden als een zware domper op het Belgische succes in dat WK gezien. De eindstand van de wedstrijd was 0-2 voor Brazilië, waardoor de Belgen niet konden doorstoten naar de volgende ronde.
Prendergast was in het verleden getrouwd met Sharon Marley, de dochter van Bob Marley. Samen hebben ze een dochter. Prendergast heeft in totaal zes kinderen, drie meisjes en drie jongens.

## Statistieken
| evenement                        | wed |    |   |   |
| -------------------------------- | --- | -- | - | - |
| Wereldkampioenschap voetbal 2002 | 2   | 6  | 0 | 0 |
| Confederations Cup 2005          | 1   | 3  | 0 | 0 |
| Gold Cup 2005                    | 2   | 10 | 1 | 0 |
| CONCACAF WK kwalificatie 2006    | 3   | 13 | 0 | 0 |
| Wereldkampioenschap voetbal 2006 | 0   | 0  | 0 | 0 |
| Totaal                           | 8   | 32 | 1 | 0 |

* Bijgewerkt tot 11 april 2006